# Canton de Saint-Barthélemy
Le canton de Saint-Barthélemy est un ancien canton français, situé dans le département de la Guadeloupe et la région Guadeloupe.

## Histoire
Il est créé en 1880, à la suite du retour de l'île dans le giron français en 1877-1878. 
Rattaché administrativement à la Colonie de la Guadeloupe, elle y élit un conseiller qui siège au Conseil général. 

## Composition
Le canton de Saint-Barthélemy comprenait 1 commune :
- Saint-Barthélemy : 6 852 habitants

## Historique
| Période                                                 | Identité         | Parti             | Qualité               |
| ------------------------------------------------------- | ---------------- | ----------------- | --------------------- |
| 1880-1886                                               | Émile Le Dentu   |                   | Avoué, Usinier        |
| 1886-1892                                               | Armand Lignières |                   | Propriétaire          |
| 1892-1898                                               | Ernest de Wint   |                   | Pharmacien            |
| 1898-1925                                               | Alcide Terrac    | Radical réachiste | Journaliste           |
| 1945-...                                                | Guy Deravin      | Indépendant       | Exportateur de banane |
| 1955-1973                                               | Rémy De Haenen   | UNR puis DVD      |                       |
| 1955-1973                                               | Rémy De Haenen   | UNR puis DVD      |                       |
| 1973-1985                                               | M. Blanchard     | DVD               |                       |
| 1985-1992                                               | M. Ledée         | DVD               |                       |
| 1992-1998                                               | Nordleing Magras |                   |                       |
| 1998-2007                                               | Michel Magras    | DVG               |                       |
| Les données antérieures ne sont pas encore mentionnées. |                  |                   |                       |